# Чернов Павло Михайлович
Чернов Павло Михайлович (1925 — 26.09.1943) — учасник Радянсько-німецької війни, стрілець 6-ї стрілецької роти 2-го стрілецького батальйону 212-го гвардійського стрілецького полку 75-ї Бахмацької двічі Червонозоряної ордена Суворова гвардійської стрілецької дивізії 30-го стрілецького корпусу 60-ї Армії Центрального фронту, Герой Радянського Союзу (17.10.1943), гвардії червоноармієць.

## Біографія
Народився у 1925 році в селі Мардани Радянського району Кіровської області, РФ. Освіта неповна середня. З 1933 року жив в м. Чусовім Пермської області (зараз Пермський край).
В армію був призваний у 1943 році. З 4 вересня 1943 року стрілець 6-ї стрілецької роти 2-го стрілецького батальйону 212-го гвардійського стрілецького полку 75-ї Бахмацької двічі Червонозоряної ордена Суворова гвардійської стрілецької дивізії.
Особливо відзначився при форсуванні ріки Дніпро та утриманні плацдарму на північ від Києва у вересні 1943 року. 23 вересня 1943 року у складі взводу молодшого лейтенанта Г. Г. Яржина форсував Дніпро в районі села Ясногородка Вишгородського району Київської області. Брав участь у захопленні пароплава «Миколаїв» і баржі з військово-інженерним вантажем. У бою за село Ясногородка знищив 18 фашистів. Загинув смертю хоробрих 26 вересня.
Указом Президії Верховної Ради СРСР від 17 жовтня 1943 року за мужність і героїзм проявлені при форсуванні Дніпра і утриманні плацдарму гвардії червоноармійцю Чернову Павлу Михайловичу присвоєне звання Героя Радянського Союзу (посмертно).
Похований у селі Ясногородка Вишгородського району Київської області в братській могилі воїнів 75-ї гвардійської стрілецької дивізії, які загинули при форсуванні Дніпра.

## Нагороди
- медаль «Золота Зірка» №---- (17 жовтня 1943)
- Орден Леніна

## Пам'ять
- У селі Ясногородка Вишгородського району Київської області на братській могилі, де похований Герой, встановлено пам'ятник і меморіальну дошку.
- В м. Кіров ім'я Чернова П. М. увічнено на меморіальній дошці[4].